# ヴェデットボーツ
ヴェデットボーツ（スウェーデン語: Vedettbåt）は、スウェーデンで運用される艦艇の一種。機雷戦能力を有する哨戒艇。掃海艇よりも速力で勝り、機雷戦に加えて船舶の護衛や捜索救難任務をこなす艦種である。
1930年代に掃海艇と哨戒艇の双方の任務を果たせる艦艇としてスウェーデン海軍に配備されたが、任務の分離に伴い一旦姿を消した。その後、主として改造による類別変更により運用が行われている。

## 歴史
旧式化した1:a型魚雷艇の内、1921年にコメツ（Komet）級11隻、1928年にはプリヤード（Plejad）級16隻に掃海能力を付与する改装を行い、類別変更を行った。
1932年から1934年にかけてイェーガレン級（Jägaren）4隻が新たに建造された。第二次世界大戦後の1957年には、Snapphanenがグアテマラ海軍に売却され、ホセ・フランシスコ・バルンディア（José Francisco Barrundia）となり、作戦能力は1964年以降失われたとみられるものの、1979年の解体まで艇体は現存した。イェーガレン級は1959年に除籍され、スウェーデン海軍からは一旦姿を消すことになった。
それに先立つ1953年、スウェーデン沿岸砲兵隊向けの哨戒艇としてV57が建造された。翌年就役したV57は、機雷敷設設備を有する基準排水量115tの大型艇であったが、建造は1隻に留まり、後継は20mm機関砲を有するのみの哨戒艇となった。
1970年代から80年代には、魚雷艇（MTB）8隻、ハネ級掃海艇6隻が改装により類別変更されている。1981年10月27日に発生したウィスキー・オン・ザ・ロックにおいて、魚雷艇改造型の一隻であるスミーゲ（V02 Smyge）が出動している。
1984年から1985年にかけて、3型ヴェデットボーツ（Vedettbåt typ III）として機雷敷設能力を有するダーラリョー（Dalarö）、サンドハムン（Sandhamn）、エストハンマル（Östhammar）の3隻を新造。ストックホルムとゴットランドに配備された後、1990年代にマルメのエーレスン海峡管区で旧型艇を更新した。2004年には退役したダーラリョーとエストハンマルが、スウェーデン海上民兵に譲渡された。その後ダーラリョーは退役したが、エストハンマルは近代化改装を受けて運用されている。
1988年7月にはフギン級哨戒艇のプロトタイプとして建造されたイェーガレンが、機雷敷設能力を追加する改装を施され類別変更されている。
2014年には、タッペル級哨戒艇6隻を退役させ、ストックホルム級コルベットをヴェデットボーツに類別変更して充当する計画が報じられた。また、カールスクローナでモスボールされている旧型艇を改装してこれに加える案もあるが、費用の問題により進展していない。

### 同種の艦種記号を有する艇
Vedettbåtの名称と艦種記号Vは、1900年代初頭には哨戒艇に与えられており、これらは機雷戦能力を有しているとの記録は無い。同様に沿岸砲兵隊向けの艦種記号Vを有する艇もその大半は機関砲を有するのみの哨戒艇であるが、V57は上記の通り例外的に機雷敷設艇としての機能を有していた。
またVを含む艇の記号として、SVKは海上民兵（Sjövärnskåren）を、KBVはスウェーデン沿岸警備隊（Kustbevakningen）を示すもので、本種との関わりは無い。
| #       | 名称                        | 旧名         | 原級               | 就役または類別変更 | 退役           | 備考                                           |
| ------- | --------------------------- | ------------ | ------------------ | ------------------ | -------------- | ---------------------------------------------- |
| V27     | V27                         | （Blixt）    | コメツ級魚雷艇     | 1921年             | 1947年6月13日  |                                                |
| V28     | V28                         | （Meteor）   | コメツ級魚雷艇     | 1921年             | 1947年6月13日  |                                                |
| V29     | V29                         | （Stjerna）  | コメツ級魚雷艇     | 1921年             | 1937年         |                                                |
| V30     | V30                         | （Orkan）    | コメツ級魚雷艇     | 1921年             | 1947年6月13日  |                                                |
| V31     | V31                         | （Bris）     | コメツ級魚雷艇     | 1921年             | 1937年         | 1938年標的として沈没                           |
| V32     | V32                         | （Vind）     | コメツ級魚雷艇     | 1921年             | 1937年         |                                                |
| V33     | V33                         | （Virgo）    | コメツ級魚雷艇     | 1921年             | 1941年12月30日 |                                                |
| V34     | V34                         | （Mira）     | コメツ級魚雷艇     | 1921年             | 1943年12月17日 |                                                |
| V35     | V35                         | （Orion）    | コメツ級魚雷艇     | 1921年             | 1947年6月13日  |                                                |
| V36     | V36                         | （Sirius）   | コメツ級魚雷艇     | 1921年             | 1942年7月24日  |                                                |
| V37     | V37                         | （Kapella）  | コメツ級魚雷艇     | 1921年             | 1937年         |                                                |
| V39     | V39                         | （Iris）     | プリヤード級魚雷艇 | 1928年             | 1947年6月13日  | 1951年解体                                     |
| V40     | V40                         | （Thetis）   | プリヤード級魚雷艇 | 1928年             | 1947年6月13日  | 1951年解体                                     |
| V41     | V41                         | （Spica）    | プリヤード級魚雷艇 | 1928年             | 1947年6月13日  | 1951年解体                                     |
| V42     | V42                         | （Astrea）   | プリヤード級魚雷艇 | 1928年             | 1947年6月13日  | 1953年標的として沈没                           |
| V43     | V43                         | （Antares）  | プリヤード級魚雷艇 | 1928年             | 1947年6月13日  | 1951年解体                                     |
| V44     | V44                         | （Arcturus） | プリヤード級魚雷艇 | 1928年             | 1940年10月18日 | 1951年解体                                     |
| V45     | V45                         | （Altair）   | プリヤード級魚雷艇 | 1928年             | 1947年6月13日  | 1951年解体                                     |
| V46     | V46                         | （Argo）     | プリヤード級魚雷艇 | 1928年             | 1940年10月18日 | 1951年解体                                     |
| V47     | V47                         | （Polaris）  | プリヤード級魚雷艇 | 1928年             | 1947年6月13日  | 1951年解体                                     |
| V48     | V48                         | （Perseus）  | プリヤード級魚雷艇 | 1928年             | 1947年6月13日  | 1957年解体                                     |
| V49     | V49                         | （Regulus）  | プリヤード級魚雷艇 | 1928年             | 1944年         | 1957年解体                                     |
| V50     | V50                         | （Rigel）    | プリヤード級魚雷艇 | 1928年             | 1944年         | 1949年解体                                     |
| V51     | V51                         | （Castor）   | プリヤード級魚雷艇 | 1928年             | 1940年10月18日 | 1947年解体                                     |
| V52     | V52                         | （Pollux）   | プリヤード級魚雷艇 | 1928年             | 1940年10月18日 | 1947年解体                                     |
| V53     | V53                         | （Vega）     | プリヤード級魚雷艇 | 1928年             | 1941年12月30日 | 1948年解体                                     |
| V54     | V54                         | （Vesta）    | プリヤード級魚雷艇 | 1928年             | 1941年12月30日 | 1947年解体                                     |
| V21→V41 | イェーガレン（Jägaren）     | 新造         | 新造               | 1932年12月1日進水  | 1959年1月1日   | 標的、1961年10月17日売却                       |
| V22→V42 | （kaparen）                 | 新造         | 新造               | 1933年3月3日進水   | 1959年1月1日   | 訓練用ハルク、1963年3月10日売却                |
| V23→V43 | （Snapphanen）              | 新造         | 新造               | 1934年11月2日進水  | 1959年1月1日   | グアテマラ海軍ホセ・フランシスコ・バルンディア |
| V24→V44 | （Väktaren）                | 新造         | 新造               | 1934年4月25日進水  | 1959年1月1日   | 標的となった後解体                             |
| V57     | V57                         | 新造         | 新造               | 1954年             |                | 1985年除籍。沿岸砲兵隊所属                     |
| V01     | スカノール（Skanör）        | T42          | T42型魚雷艇        | 1976年             | 1989年         |                                                |
| V02     | スミーゲ（Smyge）           | T43          | T42型魚雷艇        | 1977年             | 1989年         |                                                |
| V03     | アーリルド（Arild）         | T44          | T42型魚雷艇        | 1977年             | 1991年         |                                                |
| V04     | ヴィケン（Viken）           | T41          | T32型魚雷艇        | 1977年             | 1991年         |                                                |
| V51     | ハネ（Hanö）                | 同一         | ハネ級掃海艇       | 1979年1月1日       | 1982年7月1日   |                                                |
| V52     | テルネ（Tärnö）             | 同一         | ハネ級掃海艇       | 1979年1月1日       | 1989年         |                                                |
| V53     | シュルショー（Tjurkö）      | 同一         | ハネ級掃海艇       | 1979年1月1日       | 1989年         |                                                |
| V54     | ストルケ（Sturkö）          | 同一         | ハネ級掃海艇       | 1979年1月1日       | 1987年         | 訓練船となる。                                 |
| V55     | オルネ（Ornö）              | 同一         | ハネ級掃海艇       | 1979年1月1日       | 1992年4月      |                                                |
| V56     | ウテ（Utö）                 | 同一         | ハネ級掃海艇       | 1979年1月1日       | 1982年7月1日   |                                                |
| V05     | エーレグルンド（Öregrund）  | T47          | T42型魚雷艇        | 1983年             | 1993 - 1994年  |                                                |
| V06     | スリーテ（Slite）           | T48          | T42型魚雷艇        | 1983年             | 1993 - 1994年  |                                                |
| V07     | マストランド（Marstrand）   | T50          | T42型魚雷艇        | 1983年             | 1993 - 1994年  |                                                |
| V08     | リーセシル（Lysekil）       | T51          | T42型魚雷艇        | 1983年             | 1993 - 1994年  |                                                |
| V09     | ダーラリョー（Dalarö）      | 新造         | 新造               | 1984年9月21日      | 2002 - 2003年  | 海上民兵に譲渡後退役                           |
| V10     | サンドハムン（Sandhamn）    | 新造         | 新造               | 1984年12月5日      | 2002 - 2003年  | 民間船として売却                               |
| V11     | エストハンマル（Östhammar） | 新造         | 新造               | 1985年3月1日       | 2002 - 2003年  | 海上民兵に譲渡                                 |
| V150    | イェーガレン（Jägaren）     | 同一         | 哨戒艇             | 1988年7月          |                |                                                |

## 注
1. ↑  近代化改装を行って引き渡しており、除籍は他艇と同じ1959年となる[3]。
2. ↑  Kustartilleriet、略称KAは、海軍と陸軍の混成による別組織扱いの沿岸防備軍。2000年の再編で海軍に両用戦隊として吸収。
3. ↑  1型・2型はMTB改装の8隻。3型も同様に改装予定であったが、1983年に計画変更。
4. ↑  スウェーデン郷土防衛隊の海軍に相当する。
5. ↑  この他に2:a型魚雷艇が10隻改装され、沿岸砲兵隊所属となっているが、資料間の矛盾のため省略した[3]。